# Дело Бофорса
Дело «Бофорса» — громкий коррупционный скандал в Индии и Швеции в 1980-е годы, результатом которого стало внесение оружейной компании «Бофорс» в «чёрный список» компаний и поражение партии Раджива Ганди «Индийский национальный конгресс» на выборах.

## Ход событий
24 марта 1986 года шведская оружейная компания «Бофорс» и правительство Индии, возглавляемое Радживом Ганди, подписали торговое соглашение на поставку 410 гаубиц типа FH-77B на общую сумму 1,2 миллиарда долларов (что составляло около 14 миллиардов индийских рупий). Как выяснилось впоследствии, представители компании дали взятки людям из ближайшего окружения Ганди, и таким образом, обеспечили поддержку членами правительства заключению контракта именно с ними. Во время расследования общая сумма взяток была оценена в 60 миллионов долларов. История получила огласку в 1987 году, но Центральное бюро расследований Индии приняло уголовное дело к производству лишь 22 января 1990 года.
Расследование показало, что представители компании «Бофорс» платили огромные взятки непосредственно высокопоставленным чиновникам и крупным бизнесменам Индии, а сделки проходили с нарушением установленных местными законами банковских процедур и финансовых законодательств. Расследование вышло далеко за пределы Индии и Швеции. Так, в его ходе выяснилось, что 27 миллионов долларов было выплачено «Бофорсом» панамской компании «Свенска инкорпорейтед», а затем эта сумма была обнаружена на личном счету крупного индийского бизнесмена Вина Чадхи в банке «Суис бэнк корпорейшн», расположенном в Женеве. 7,5 миллионов долларов «Бофорс» перевела на счёт британской фирмы «АЕ сервисес», и вскоре 97 % этой суммы были переведены на счета ещё одной панамской компании «Колбар инвестментс лимитед», контролируемой другим индийским бизнесменом, Оттавио Кваттрокки, итальянцем по национальности, имевшим связи с Соней Ганди (также итальянкой по происхождению).

## Последствия дела
Дело «Бофорса» было использовано политическими противниками партии «Индийский национальный конгресс», которые во всеуслышанье обвинили Раджива и Соню Ганди в получении 20 миллионов долларов взяток за влияние на правительство Индии, результатом которого явилось принятие на вооружение в армию страны шведских зенитных орудий производства «Бофорс». Пропаганда противников партии «Индийский национальный конгресс» оказалась успешной, и, в силу этой и ряда других причин, ИНК на выборах 1989 года проиграла, и Раджив Ганди лишился поста премьер-министра. Мнения индийской общественности разделились, многие полагают, что дело носит политический характер.
Незаконные операции «Бофорса», по одной из версий, стали причиной убийства шведского премьер-министра Улофа Пальме 26 февраля 1986 года.
Гаубицы производства компании «Бофорс» были применены в ходе боевых действий во время индо-пакистанского инцидента в секторе Каргил в июле 1999 года, в котором Индия одержала победу. Сама же компания была внесена в «чёрный список», и на протяжении многих лет ей было запрещено заключать сделки по внешней торговле.

## Расследование и судебные процессы
В ноябре 1999 года дело «Бофорса», по мнению многих, искусственно тормозившееся в течение девяти лет, дошло до суда. Центральное бюро расследований Индии передало в суд материалы по обвинению против ряда чиновников и бизнесменов. 25-страничное прокурорское заключение обвиняло в преступном сговоре и получении взяток бывшего секретаря министерства обороны Индии С. К. Бхатнагара, вышеупомянутых бизнесменов Чадха и Кваттрокки, а также бывшего президента компании «Бофорс» Мартин Ардбо. В документе фигурировало и имя Раджива Ганди, но дело в отношении него было прекращено в связи с его гибелью в мае 1991 года.
В 2001 году умерли Бхатнагар и Чадха. 5 февраля 2004 года обвинения против Раджива Ганди были полностью сняты. Счета Кваттрокки были арестованы в декабре 2005 года. Он был объявлен в международный розыск Интерполом, и 6 февраля 2007 года Кваттрокки арестовали в Аргентине. Вскоре его освободили, предварительно запретив покидать Аргентину. Правительство Индии потребовало от Аргентины выдачи Кваттрокки, но та отказалась это сделать, сославшись на отсутствия соглашения о выдаче преступников. 4 марта 2011 года состоялся заочный процесс, на котором Кваттрокки был полностью оправдан.